# Göran Svenning
Anders Göran Svenning, född 6 september 1870 i Ljungsarp, död 27 december 1953 i Strömstad, Tandläkare och sångtextförfattare. Skrev de flesta texterna till David Hellströms kompositioner.

## Sångtexter

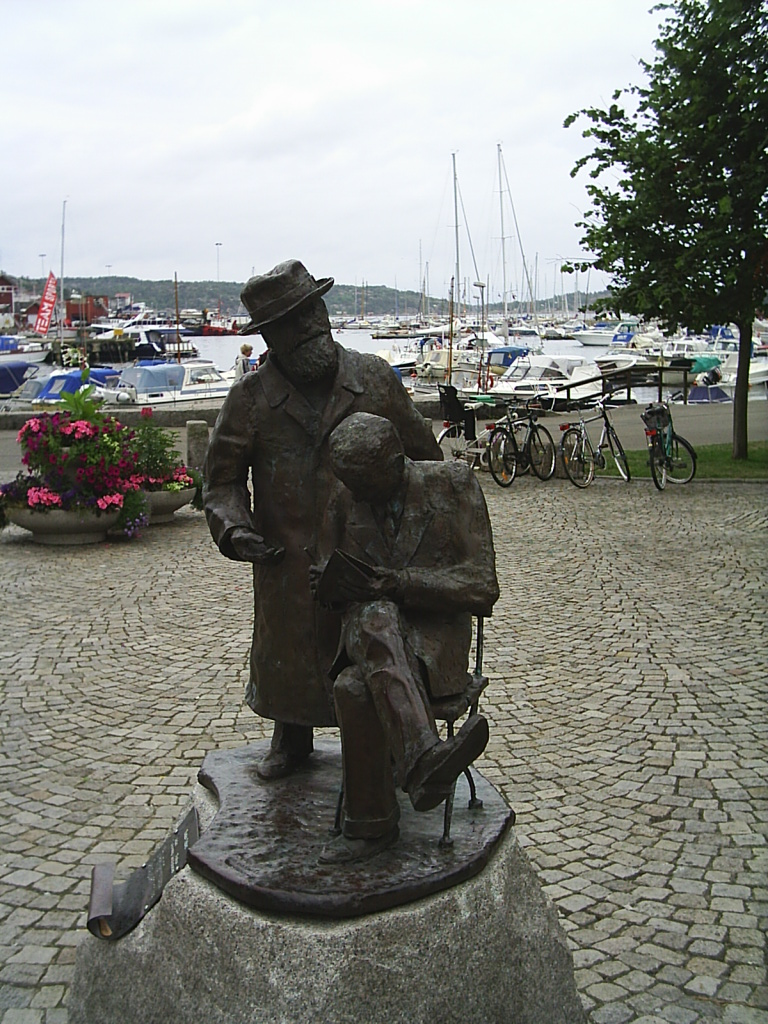
Svenning och Hellström. Skulptur i Strömstad

- Bondvals ~ M: Theodor Pinet (1909)
- Bohuslänska Sjömansvalsen (1910)
- Brudvalsen
- Bröllopsvalsen
- Fiskarvals Från Bohuslän (1908)
- Friarevalsen (1909)
- Hjärterövalsen (1915)
- I Det Soliga Blå
- Kostervalsen (1913)
- Kyssvalsen (1914)
- Kärestan Min
- Landsvägstrall
- Malmö Valsen (På Baltiskan) (1914)
- Midsommarsvalsen
- Ny Fiskarvals (1912)
- Nya Kostervalsen
- Sångvals
- Tjo! Uppå Backamo (Beväringsvals) (1912)